# Sint-Pieter en Pauwelkerk (Neerijse)
De Sint-Pieter en Pauwelkerk of Sint-Pieter-en-Pauluskerk is een kerkgebouw in Neerijse in de gemeente Huldenberg in de Belgische provincie Vlaams-Brabant.
De kerk ligt op een kerkheuvel en ligt aan de Dorpsstraat in het noorden en verder in oosten en zuiden aan de Beekstraat. De kerk is gewijd aan Sint-Petrus en Sint-Paulus.

## Geschiedenis
In de tweede helft van de twaalfde eeuw werden de twee romaanse torens gebouwd.
In 1635 zou de Romaanse kerk door Franse troepen zijn afgebrand, waarbij alleen de torens overgebleven zijn.
Op een plattegrond uit 1750 wordt het plattegrond van de kerk afgebeeld als een rechthoekig gotisch koor geflankeerd door de romaanse torens, samen met een gotisch driebeukig schip en aan de noordzijde een inkomportaal.
In 1864-1867 was de kerk te klein geworden en werd ze vergroot in neoromaanse stijl naar het ontwerp van Eugène Gife. Daarbij werden de romaanse torens behouden.
Rond 1950 vonden er herstelwerkzaamheden plaats om de schade ontstaan in de oorlog te herstellen.
Ongeveer 1970 werden ook de houten gewelven hersteld en kreeg de kerk nieuwe dakbedekking.

## Opbouw
Het georiënteerde kerkgebouw bestaat uit een inkomportaal aan de westzijde, een driebeukig schip met vijf traveeën in basilicale opstand, twee ingebouwde korens in de overgang van het schip naar het koor, en een rechthoekig gesloten koor met vier traveeën. De beide torens hebben elk drie geledingen en worden gedekt door een tentdak.
De kerk is opgetrokken in baksteen en rijkelijk versierd met wit natuursteen voor de plinten, hoekkettingen, omlijstingen van de rondboogvensters en de vierpasvensters van het middenschip.

## Galerij

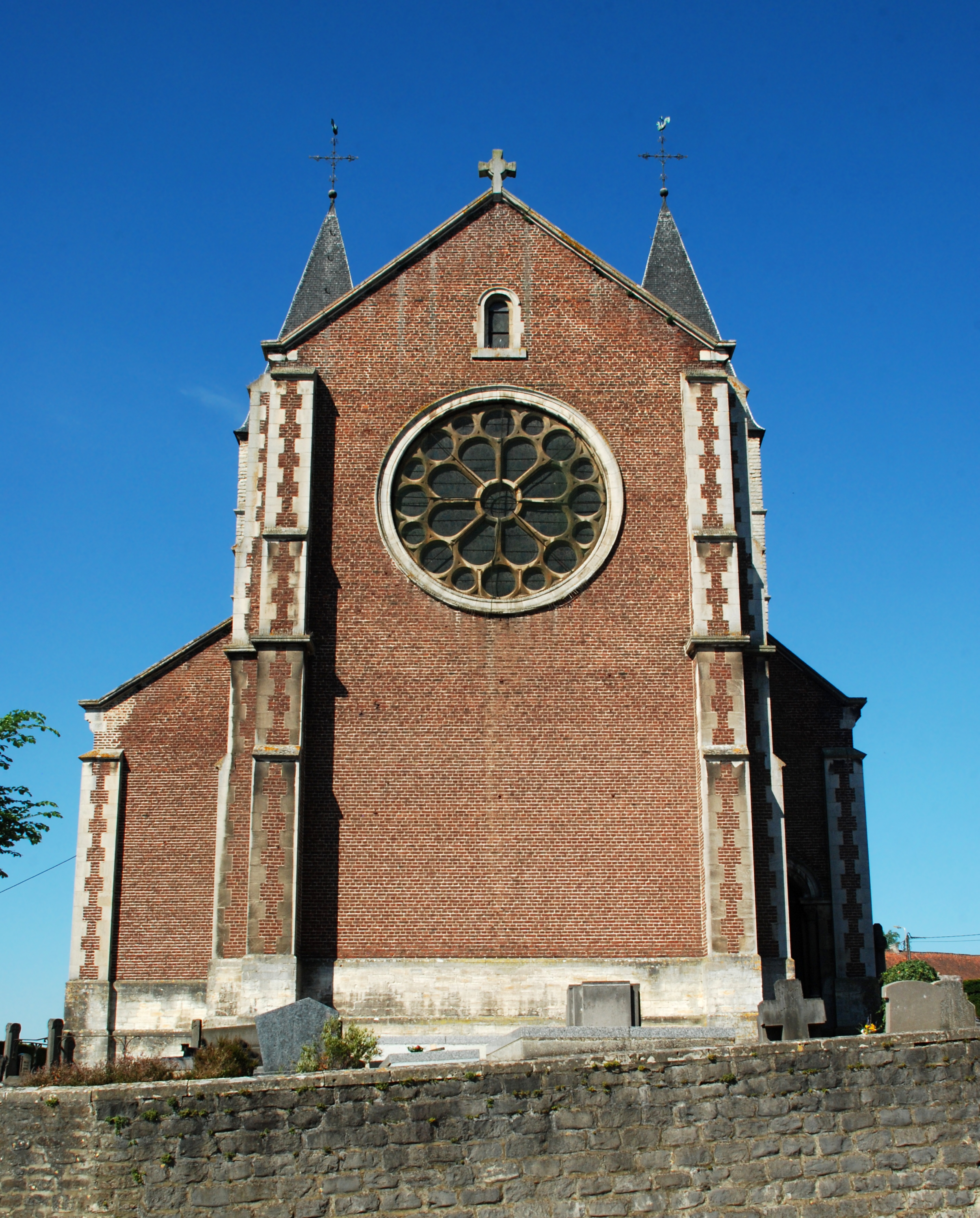
Koorsluiting
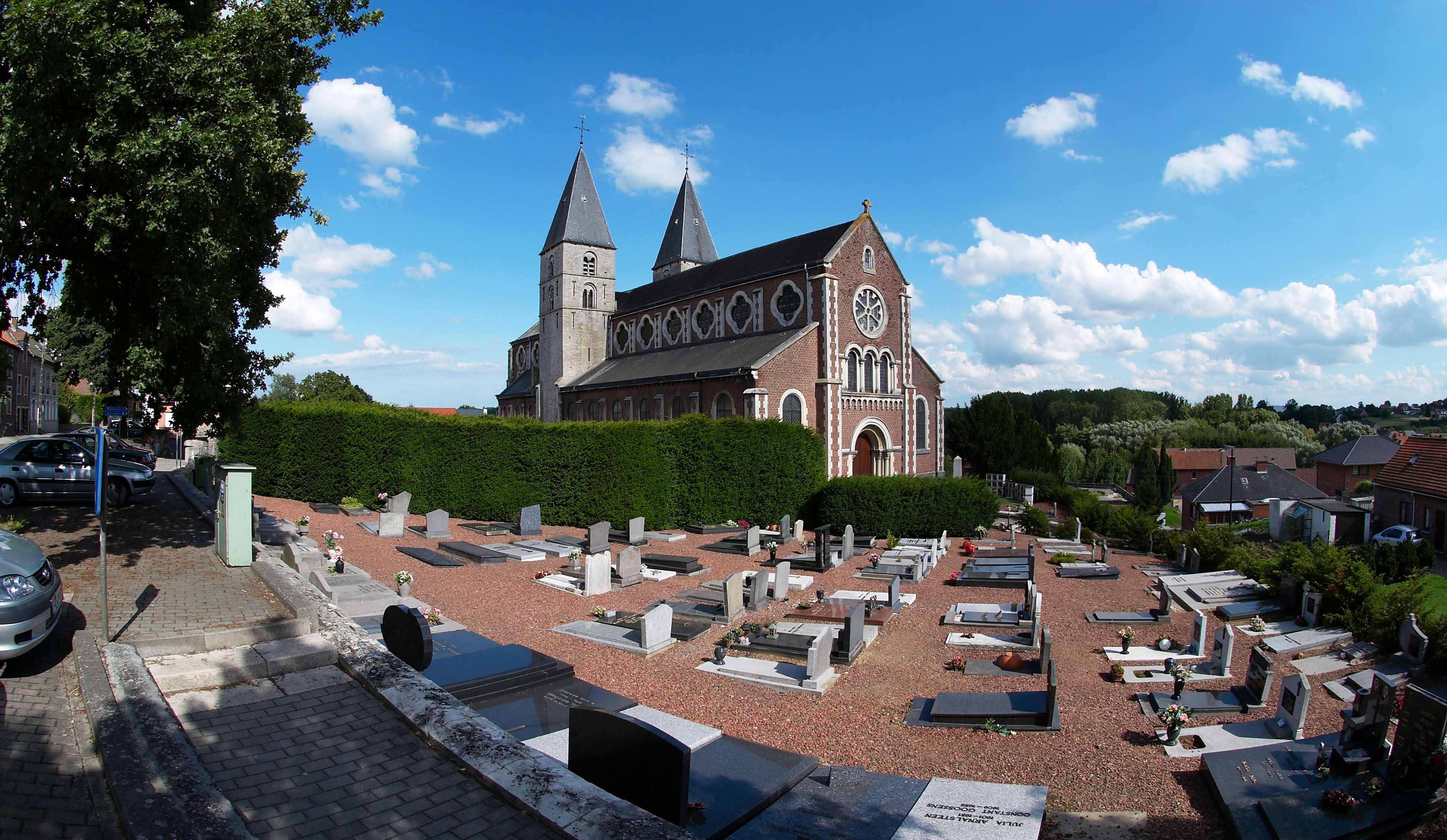
Kerk met begraafplaats
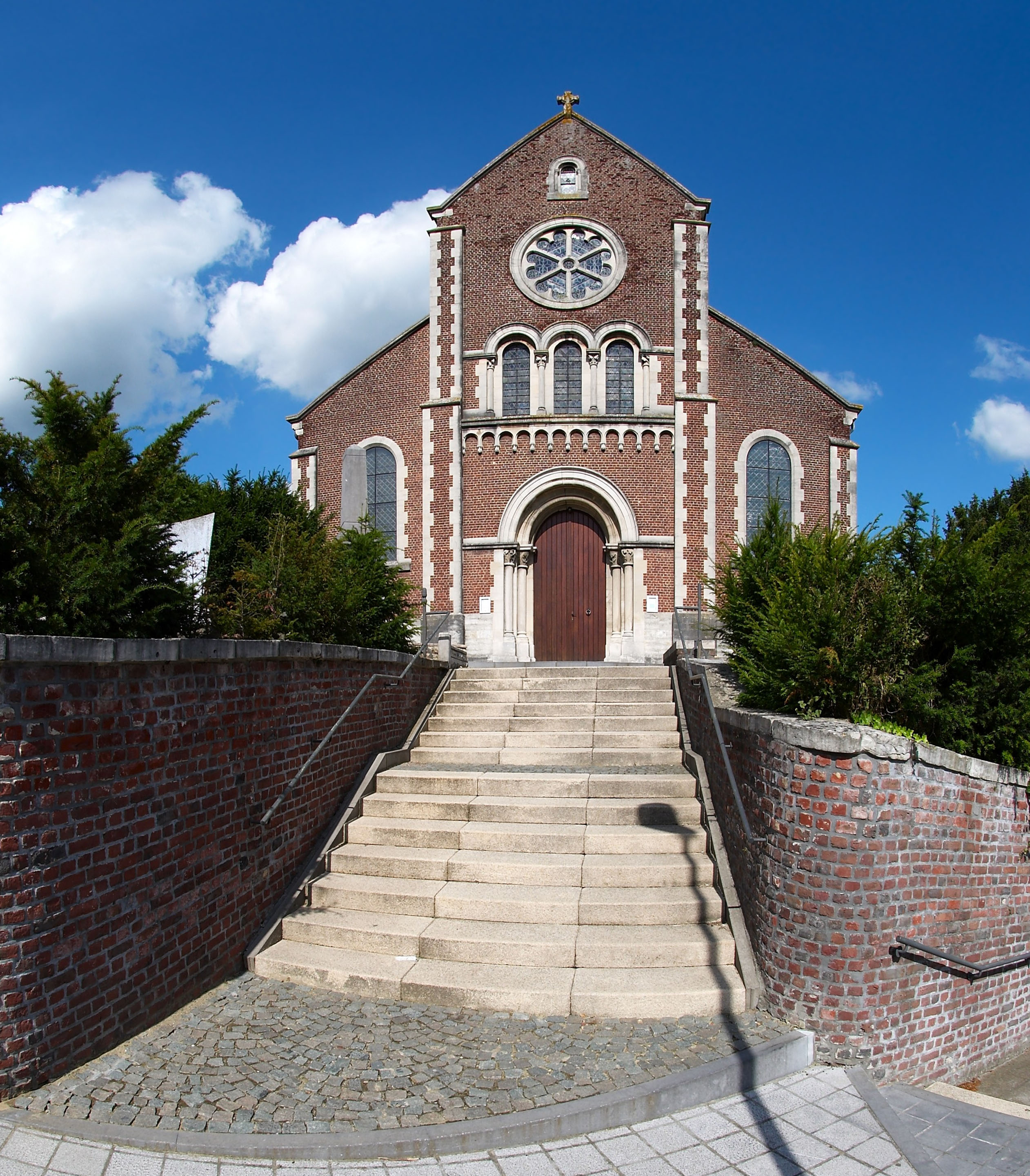
Inkomportaal
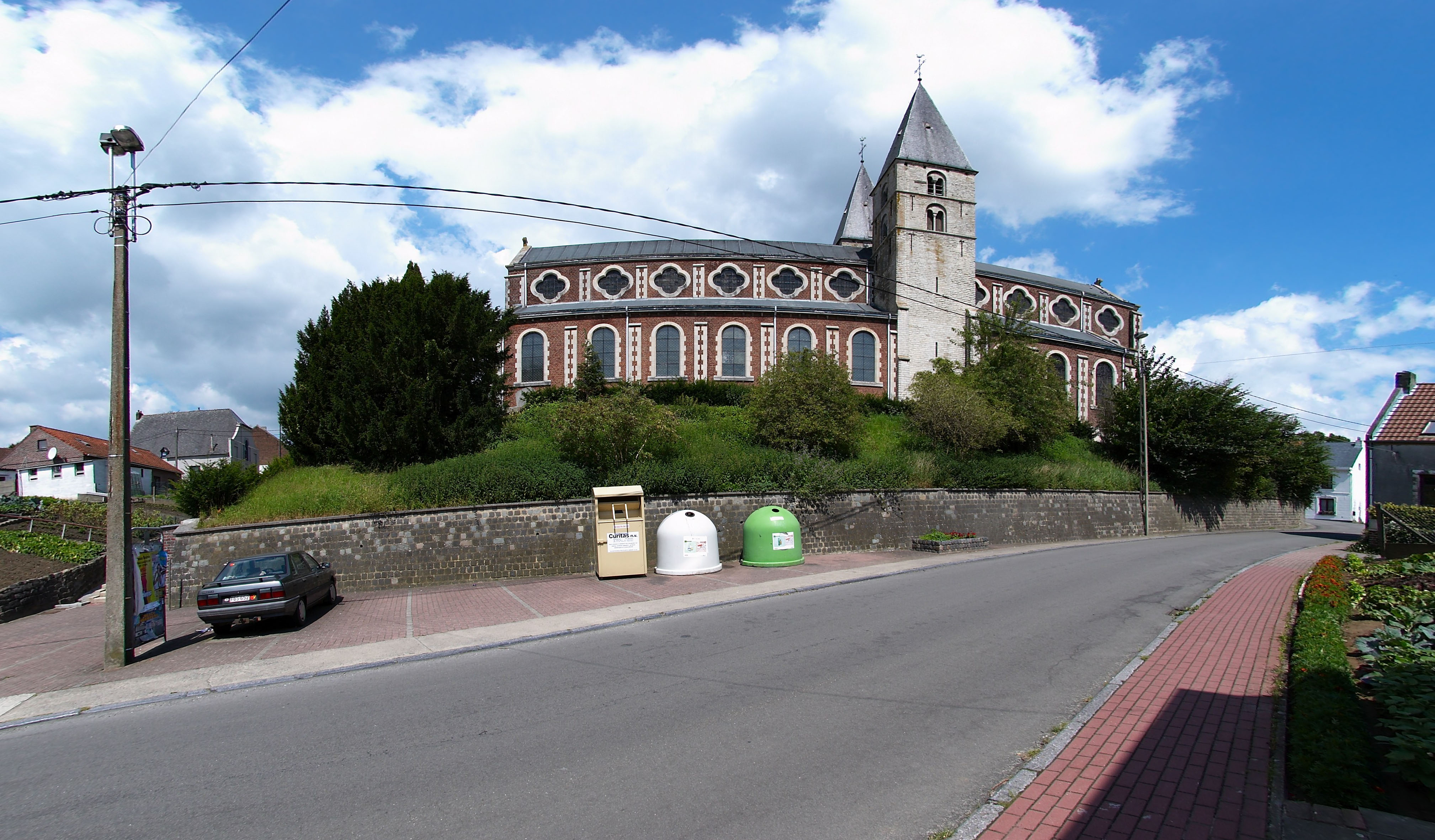